# Hail to the Chief (série télévisée)
Ne doit pas être confondu avec Hail to the Chief.
Hail to the Chief est une sitcom américaine en sept épisodes de 30 minutes créée par Susan Harris et diffusée aux États-Unis du 9 avril 1985 au 21 mai 1985 sur ABC.

## Synopsis
Hail to the Chief (le titre de la série reprenant le nom du morceau Hail to the Chief, généralement associe au président des États-Unis) est d'un style similaire à la sitcom Soap (il s'agit des mêmes producteurs), dans le sens où il s'agit d'une comédie parodique. Patty Duke joue le rôle de la présidente des États-Unis, le synopsis se concentrant sur la façon dont cette femme arrive à concilier sa carrière politique et sa vie familiale.
La série présente l'un des premiers personnages homosexuels récurrents d'un programme télévisé (Randy, l'agent des services secrets, joué par Joel Brooks).

## Distribution
- Patty Duke : la présidente des États-Unis Julia Mansfield
- Ted Bessell : le First Gentleman Oliver Mansfield
- Quinn Cummings : Lucy Mansfield
- Ricky Paull Goldin : Doug Mansfield
- Dick Shawn : Ivan Zolotov
- Glynn Turman : le secrétaire d'État des États-Unis LaRue Hawkes
- Herschel Bernardi : Helmut Luger
- Murray Hamilton : le sénateur Sam Cotton
- Richard Paul : le révérend Billy Joe Bickerstaff
- John Vernon : le général Hannibal Stryker
- Jonna Lee : Muffin Stryker
- Joel Brooks : Randy